# Moise Jacobber

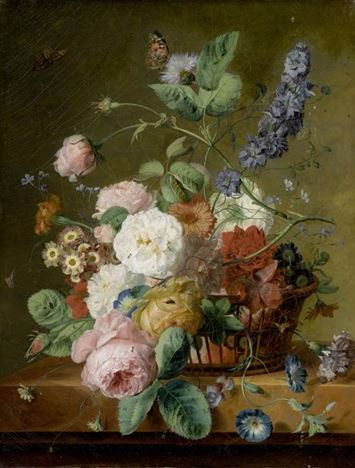
Gemälde von Moise Jacobber: Blumenstilleben

Moise Jacobber eigentlich Jacob Ber (geb. 6. März 1786 in Blieskastel, Rheinpfalz in Frankreich naturalisiert; gest. 17. Juli 1864 in Paris) war ein französischer Blumen- und Porzellanmaler jüdischen Glaubens.

## Leben
Jacobber war ein Schüler des Gerard[us] van Spaendonck. In den Jahren 1823 bis 1835 war er als Blumenmaler der Porzellanmanufaktur in Sèvres tätig. Jacobber malte vornehmlich Porzellangemälde (z. T. Kopien), Ölbilder und  Aquarelle mit Blumen und Früchten und verschaffte sich durch seine Arbeiten, mit denen er 1822 bis 1855 häufig im Salon sowie auf Ausstellungen  in Lille, Douai, Cambrai und London vertreten war, auf seinem Spezialgebiet einen bedeutenden Ruf. Jacobber signierte seine Arbeiten zumeist mit der Signatur: Jacob-Ber.
Laut Dussieux malte er den Dekor zweier großer, von Louis Philippe dem Großherzog von Baden 1833 geschenkter Sèvres-Vasen.
Er war mit der Blumenmalerin Worms-Jacobber verheiratet, Élisabeth-Sidonie Jaccobber (Madame Worms) war 1835 bis 1839 ebenfalls als Blumenmalerin in Sèvres tätig war. Sie ist vermutlich die Tochter des Paares, da sie 1840 23 Jahre alt war.

## Arbeiten und Auszeichnungen
Arbeiten finden sich: in Sèvres, Musée céramique (zwei Porzellangemälde, Kopien nach J. van Huysum bzw. G. van Spaendonck, bez. u. 1832 bzw. 1827 dat.) u. im Louvre zu Paris (zwei Ölgemälde). – Eine Mlle Jacob-Ber, dit Dame Worms.
Er wurde 1839 mit einer goldenen Medaille ausgezeichnet und 1843 wurde ihm das Kreuz der Ehrenlegion verliehen.